# BSE 9b–11b
Die von Hanomag gebauten normalspurigen Tenderlokomotiven BSE 9b–11b wurden 1920 und 1926 an die Braunschweig-Schöninger Eisenbahn (BSE) ausgeliefert. 1930 wurden sie an die Oschersleben–Schöninger Eisenbahn verkauft und erhielten ab 1933 die Betriebsnummern OSE 1031–1033.
Zwei der Lokomotiven verblieben nach dem Zweiten Weltkrieg bei der BSE und wurden bis 1954 ausgemustert. 1949 wurde die ehemalige BSE 9b von der Deutschen Reichsbahn übernommen und mit der Betriebsnummer 89 6307 versehen. Sie wurde 1965 ausgemustert sowie verschrottet.
Die Lokomotiven wurden ebenso wie die etwas anderen BKB 3 und 4 in der Literatur als Hanomag-Werklok bezeichnet.

## Geschichte

### Vorkriegsgeschichte
Im Zusammenhang mit einer umgebauten Lokomotive erhielt die Braunschweig-Schöninger Eisenbahn (BSE) von Hanomag zwei dreifach gekuppelte Lokomotiven. Die 1920 abgelieferten beiden Lokomotiven erhielten die Betriebsnummern 9b–10b. eine dritte Lokomotive wurde 1926 geliefert, sie besaß einen etwas größeren Kessel und erhielt die Bezeichnung 11b.
Ende der 1920er Jahre besaß die benachbarte Oschersleben-Schöninger Eisenbahn-Gesellschaft (OSE) einen überalterten Lokomotivpark. Die Beschaffung neuer Lokomotiven war aus Kostengründen nicht möglich. So erwarb die OSE von der BSE diese Lokomotiven, wo sie zuerst die Betriebsnummern OSE 31–33 bekamen und 1933 von der ADEG in 1031–1033 umgezeichnet wurden. Die ehemalige BSE 10b und 11b befanden sich beim Ende des Zweiten Weltkrieges in der Werkstatt der BSE in Braunschweig und blieben so nach 1945 bei der BSE.

### Nachkriegsgeschichte
Bei der Verstaatlichung der OSE 1949 wurde die dort eingesetzte Lokomotive von der Deutschen Reichsbahn übernommen und erhielt die Bezeichnung 89 6307. 1950 war sie in Oschersleben beheimatet, 1953 in Halberstadt, 1957 in Jerichow und 1962 in Salzwedel. Dort wurde sie 1962 abgestellt, 1965 ausgemustert und zwei Jahre später verschrottet.
Die bei der BSE eingesetzte ehemalige BSE 10b hatte eine neue Feuerbüchse erhalten. Von März 1946 an war sie in den nächsten drei Jahren an 350 Tagen abgestellt und danach an die Butzbach-Licher Eisenbahn vermietet. Sie wurde dort 1954 ausgemustert und verschrottet.
Die ehemalige BSE 11b war nach dem Zweiten Weltkrieg nicht einsatzfähig. Nachdem sie 1947 eine neue Feuerbüchse erhalten hatte, war sie als Leihlok bei der BSE bis 1951 eingesetzt, wurde danach ein Jahr als Dampfspender verwendet und 1952 verschrottet.

## Konstruktion
Die Lokomotiven hatten einen hinter dem Führerhaus liegenden Kohlebunker und besaßen einen Blechrahmen, der als Wasserkastenrahmen ausgebildet war. Sie besaßen Heusinger-Steuerung, der Kreuzkopf war einschienig auf der Gleitbahn ausgeführt.
Die Lokomotiven hatten eine indirekte Bremse Bauart Knorr und eine Wurfhebelbremse. Es wurden die zweite und dritte Achse einseitig von vorn abgebremst und die mittlere Treibradachse von beiden Seiten durch den handbetätigten Sandstreuer gesandet. Sie besaßen ein vor dem Dampfdom angeordnetes Dampfläutewerk der Bauart Latowski, eine Dampfpfeife auf dem Führerhaus und eine Petroleumbeleuchtung.